# Kutschgeteich Moritzburg
Kutschgeteich Moritzburg ist ein Naturschutzgebiet (NSG) im Landkreis Meißen in Sachsen. Das etwa 14,14 ha große Gebiet mit der NSG-Nr. D 100 liegt in der sächsischen Gemeinde Moritzburg. Eine Verordnung durch das Regierungspräsidium Dresden vom 13. Dezember 2001 setzte das Gebiet als Naturschutzgebiet fest.

## Beschreibung
Das Gebiet umfasst ein bedeutendes Feuchtgebiet mit vielen kleinteiligen Biotopen, wie z. B. naturnahe Kleingewässer, Röhrichte, Großseggenriede, seggen- und binsenreiche Nasswiesen, Feuchtgebüsche und höhlenreiche Einzelbäume. Des Weiteren ist das Gebiet ein regional bedeutsames Brut- und Nahrungsgebiet seltener Sumpf- und Wasservögel.